# Atilia ambulans
Atilia ambulans là một loài ruồi trong họ Tachinidae.